# Dolphin (エミュレータ)
Dolphin（ドルフィン）とは、オープンソースで開発されている、ゲームキューブ・Wiiおよびトライフォースのゲームエミュレータである。対応プラットフォームはWindows、macOS、Linux、Android。

## 概要
ソフトウェア名はゲームキューブの開発コード名から由来している。
エミュレータながらも、実機のゲーム機の性能を超えている、実行できるゲームソフトのタイトル数が多いと評価する声もあるほか、ゲーム評価サイトであるEurogamerと1UP.comは、ハイビジョン画質でゲームがプレイできると評価した。

## 特徴
ゲームのコントローラとして、キーボードやゲームパッドに加えて、Bluetooth経由でWiiリモコンを利用できる。
ネットワーク機能として、ニンテンドーWi-Fiコネクションに対応しており、Dolphinを使用するプレイヤーに限らず、Wii実機にも接続することができる。
グラフィック面では、高解像度化やワイドスクリーン化、アンチエイリアスや異方性フィルタリングの実行、NVIDIAの3D Vision対応などが行われている(ただし、正常に動作するのはマリオカートWiiなどの一部のみ)。
チートコードの実行、プロアクションリプレイ対応、途中セーブ、フレームスキップ実行、JITコンパイラ、TASツールといった機能が備わっている。

## 歴史

### 誕生
2003年にゲームキューブのエミュレータとして初版リリースされた。初版ではオーディオには対応していなかった。
2004年のバージョン1.01公開を最後に、プロジェクトは一度開発を終了した。
2005年にプロジェクトを再開することが発表された。2007年に公開されたバージョン1.03で、オーディオの再生に対応した。

### Wii対応とオープンソース化
2008年7月13日にオープンソースとして、SVNを用いてGoogle CodeにGPLv2で公開された。この時点でWiiのエミュレーションもサポートした。
2011年7月にバージョン3.0がリリースされた。2.0からおよそ2500個がコミットされ、GUIの改良や各種機能が追加された。DirectX 11とXaudio2が新たに取り入れられた。新たに8言語（アラビア語・ブラジルポルトガル語・フランス語・ギリシア語・ハンガリー語・ポルトガル語・スペイン語・トルコ語）に翻訳され標準で追加された。
2012年12月25日のバージョン3.5で、FreeBSDがサポートされた。
2013年4月6日には、GoogleのAndroidに初めて対応した。OpenGL ES 3.0に対応したハードウェアが必要で、OSもAndroid 4.3以降が必要である。開発者はSamsung Galaxy S4を使用したデモを公開した。
2013年10月12日に公開されたバージョン4.0-155で、DirectX 9はプロジェクトから削除され、DirectX 11とOpenGLのみがサポートされることになった。開発元のDolphinチームは「D3D9（DirectX 9）の機能には問題があり、それらに対処するには無駄な時間が掛かり開発が停滞するからだ。」と述べている。
2014年5月19日に開発チームは、WindowsとLinuxの32ビットアプリケーションのサポートを終了すると発表した。ただし発表以前のバージョンは32ビットアプリケーションでも提供される。（32ビットアプリケーションの最終バージョンは4.0-1609）